# Гопу, Джозеф Марк
Джозеф Марк Гопу (17 октября 1907 года, Тахтур, Индия — 28 февраля 1971 года, Хайдарабад, Индия) — католический прелат, архиепископ Хайдарабада с 8 января 1953 года по 28 февраля 1971 год.

## Биография
Родился 17 октября 1907 года в городе Тахтур, Индия. После получения богословского образования рукоположен 20 декабря 1933 года был в священника.
8 июля 1948 года Римский папа Пий XII назначил Джозефа Марка Гопу титулярным епископом Гилбы и вспомогательным епископом Пудучерри. 29 июля 1948 года состоялось рукоположение Джозефа Марка Гопу в епископа, которое совершил архиепископ Пудучерри Огюст-Симеон Кола в сослужении с епископом Бангалора Томасом Потхакамури и епископом Коимбатура Убагарасвами Бернадотте.
8 января 1953 года был назначен епископом Хайдарабада. 19 сентября 1953 года епархия Хайдарабада была возведена в ранг архиепархии и Джозеф Марк Гопу получил титул архиепископа.
Участвовал в работе II Ватиканского Собора.
Скончался 28 февраля 1971 года в Хайдарабаде.